# Twierdza św. Elżbiety (Kropywnycki)

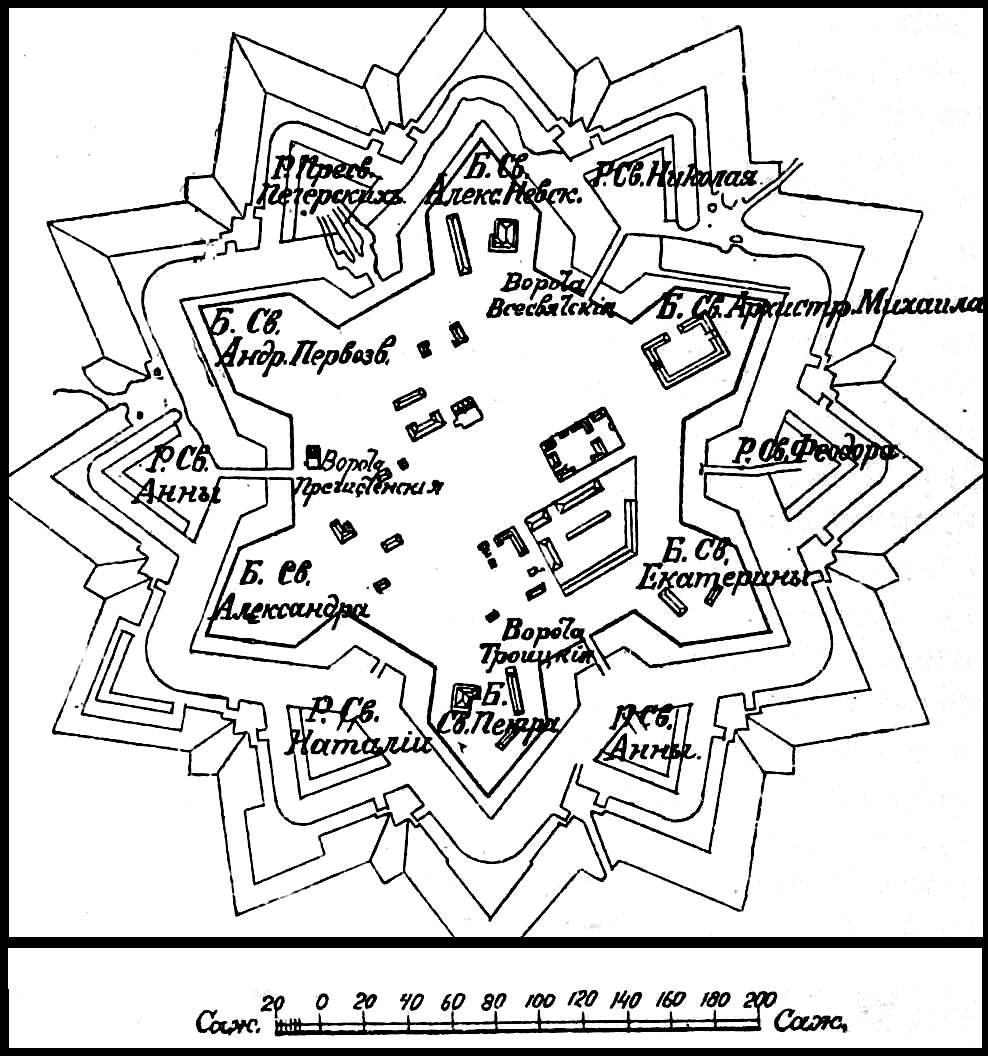
Plan-schemat

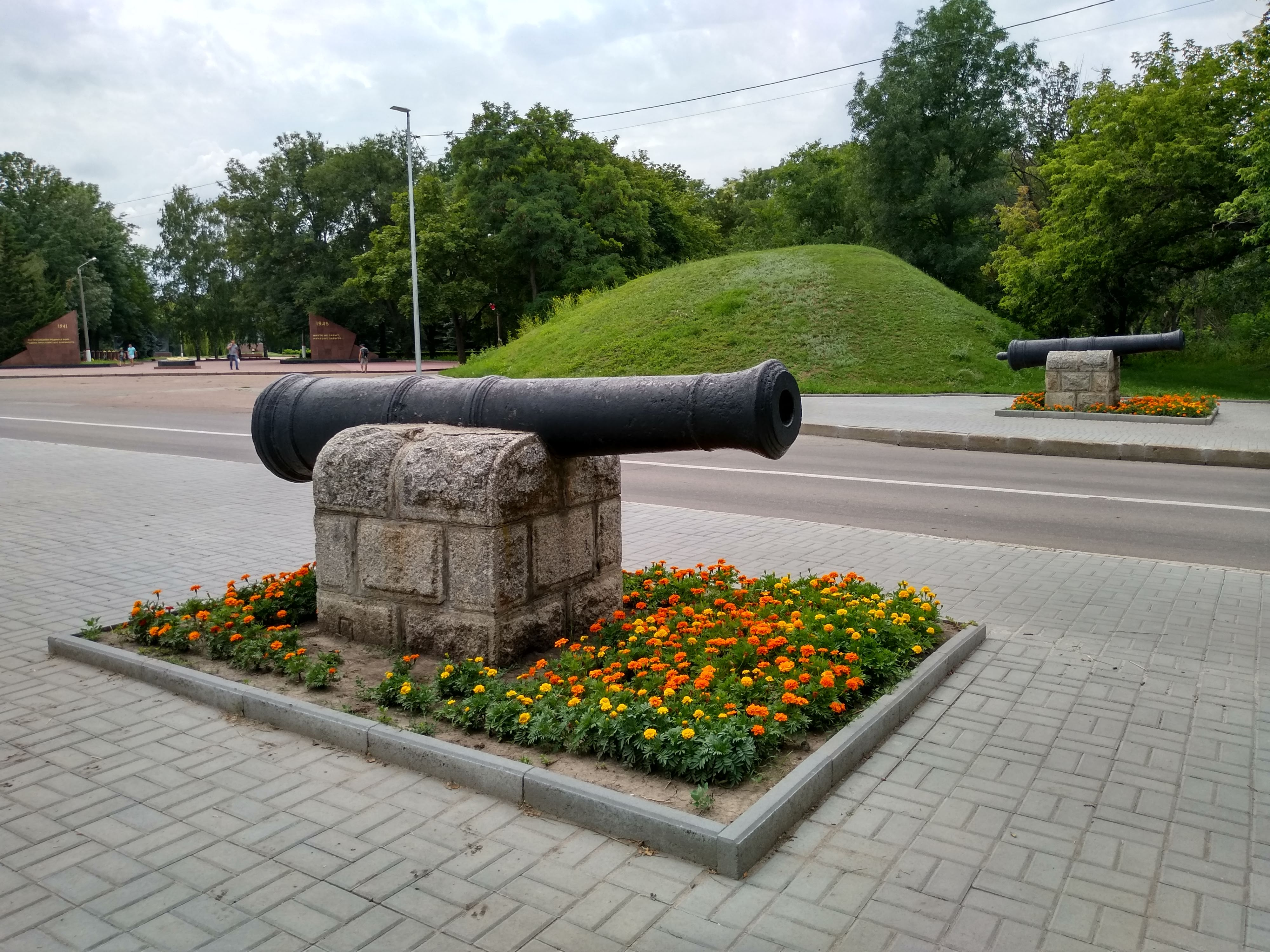
Armaty przy wejściu do dawnej bramy głównej

Herb miasta

Twierdza św. Elżbiety – dawna twierdza ziemna w mieście Kropywnycki, w geograficznym centrum Ukrainy (znane również lokalnie jako „kopce ziemne”). W Europie istnieje nie więcej niż dziesięć tego typu twierdz.

## Historia
Po powstaniu Nowej Serbii na ziemiach ukraińskich Kozaków twierdza powstała w celu ochrony terytoriów serbskich osadników przed najazdami Tatarów. Twierdza św. Elżbiety została zbudowana zgodnie z dekretem Senatu, który utworzył także Nową Serbię. Dekret został 4 stycznia 1752 podpisany przez cesarzową Elżbietę. Na podstawie dekretu serbski pułkownik Ivan Horvat otrzymał dyplom uznania, a Ivan Glebov otrzymał instrukcję.
Do budowy twierdzy przybył pułk hadziacko-mirhorodzki 1390 ukraińskich kozaków, a główne prace ukończył w ciągu czterech miesięcy: od czerwca do października 1754. Podczas prac zginęło 72 Zaporożców, 233 zachorowało, a 855 uciekło do Siczy. Twierdza św. Elżbiety tylko raz służyła w czasie działań wojennych – podczas wojny rosyjsko-tureckiej (1768–1774). 4 stycznia 1769 dowodzona przez chana krymskiego Kirima Gireja 70-tysięczna armia turecko-tatarska przekroczyła granicę i 7 stycznia zatrzymała się w pobliżu stacji. W twierdzy ukrywali się generał Isakow wraz z garnizonem i okolicznymi mieszkańcami. Tatarzy splądrowali okoliczne wsie i wzięli w niewolę okolicznych mieszkańców, jednak obrońcom miasta udało się odeprzeć ataki tatarskie i przepędzić najeźdźców. Była to ostatnia wyprawa Tatarów krymskich na Ukrainę.
Od 1775 twierdza św. Elżbiety utraciła swoje znaczenie obronne. W 1784 twierdzę zlikwidowano. Całą artylerię przewieziono do Chersonia, a sama twierdza w ciągu kilku lat stopniowo została rozbrojona. W 1794 przechowywano tu jeszcze 162 sztuki broni, które służyły 277 strzelcom. Do przygranicznych miast, głównie do Chersonia, wywożono działa i artylerię. W kwietniu 1795 do Nowomyrhorody wysłano 5 armat. W dawnej twierdzy zachowały się jedynie dwie armaty – ustawione są one na kamiennych cokołach przy wejściu od strony dawnej bramy głównej. W latach 1797–1801 twierdza była centrum administracyjnym guberni noworosyjskiej. Całkowite zniesienie statusu twierdzy nastąpiło 15 marca 1805. Rozwiązano garnizon, lecz w koszarach przez wiele lat mieścił się batalion (trzy kompanie). 
Zarys twierdzy stał się emblematem miasta.
W latach wojny ukraińsko-sowieckej bolszewicy utworzyli tu więzienie dla przeciwników politycznych, przede wszystkim dla atamanów Republiki Chołodnojarskiej.
Od 1950 na terenie dawnej twierdzy znajduje się zespół pamięci poświęcony Armii Czerwonej. W pobliżu dawnej bramy głównej znajduje się pomnik bohatera Związku Radzieckiego Grigorija Kuropyatnikowa.

## Stan obecny
Na terenie dawnej twierdzy znajdują się zespoły pamięci poświęcone bohaterom II wojny światowej i wojny rosyjsko-ukraińskiej. Również w 2016 utworzono pomnik ofiar Wielkiego Głodu (w latach 1932–1933 miasto straciło 2238 mieszkańców).

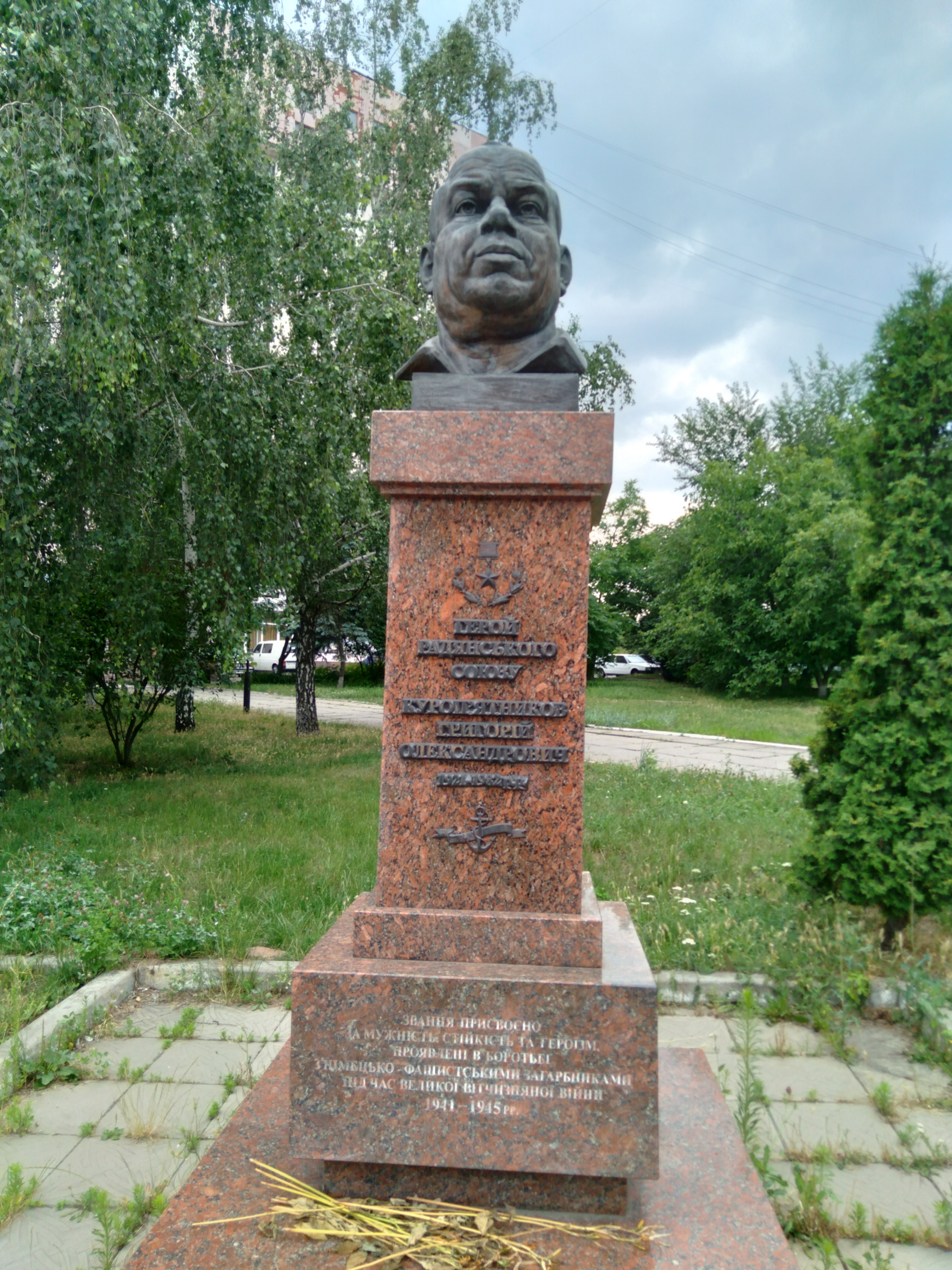
Pomnik Grigorija Kuropjatnikowa (1921–1982)
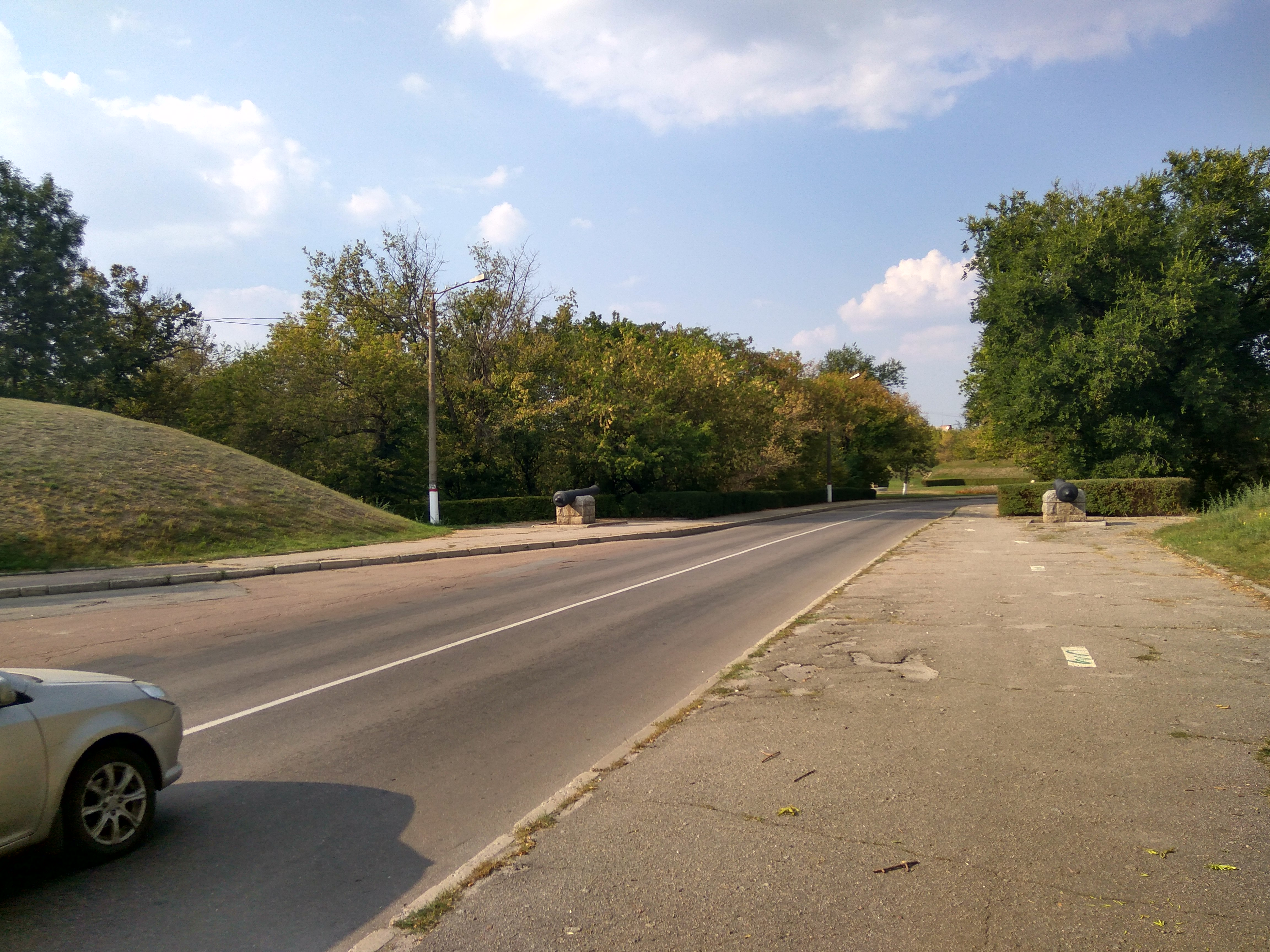
Miejsce głównej bramy
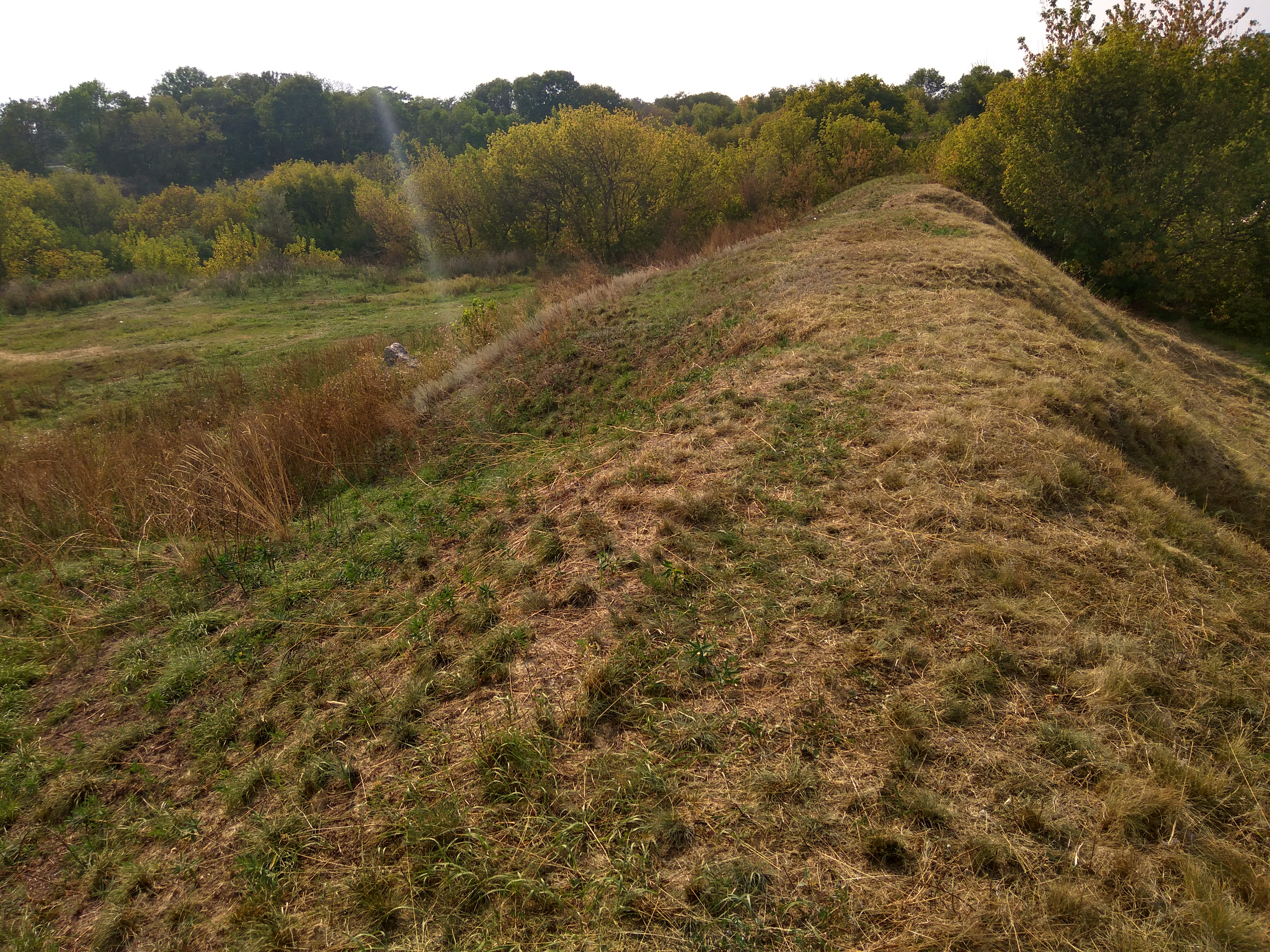
Pozostałości umocnień ziemnych
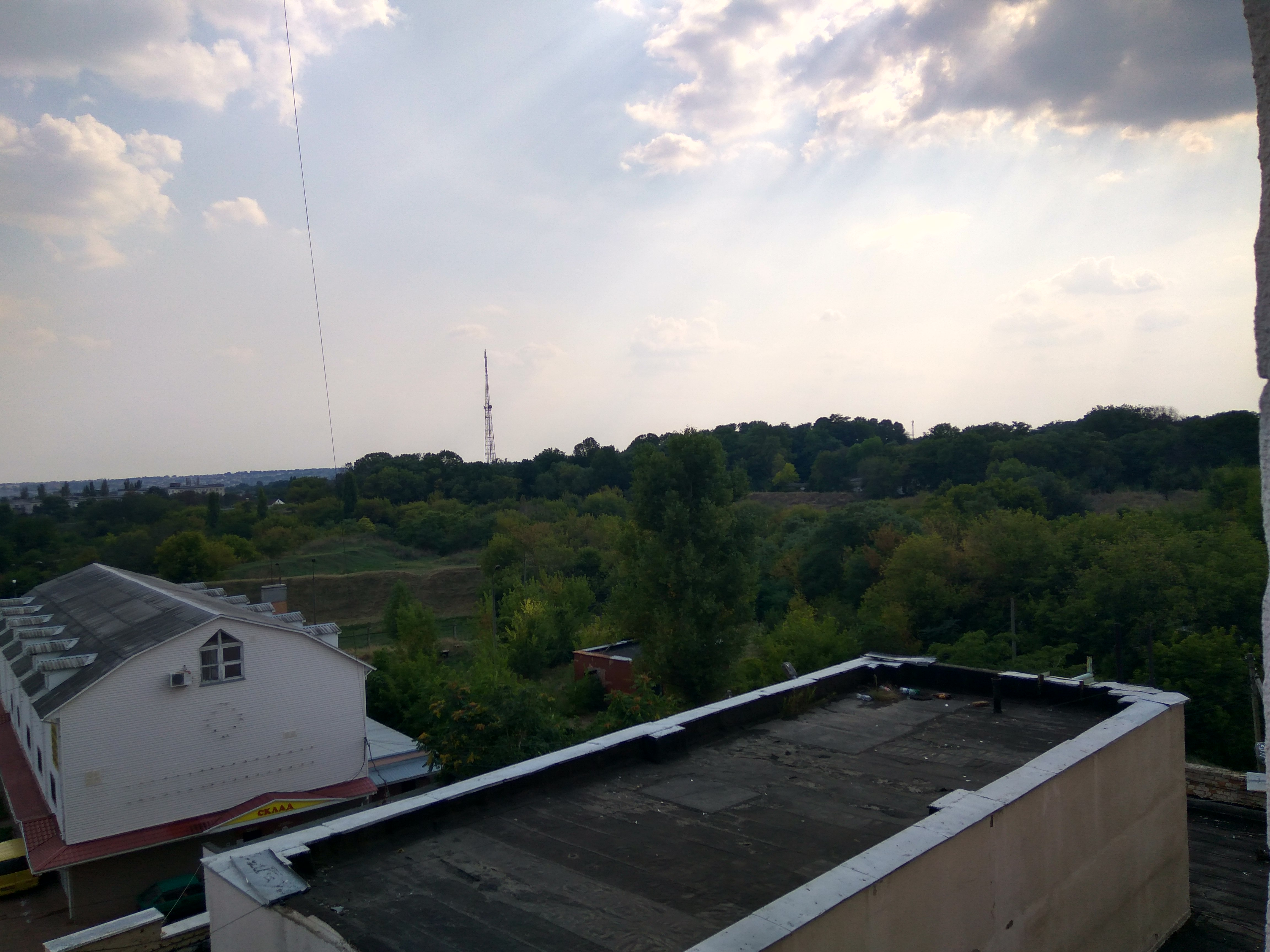
Widok z góry
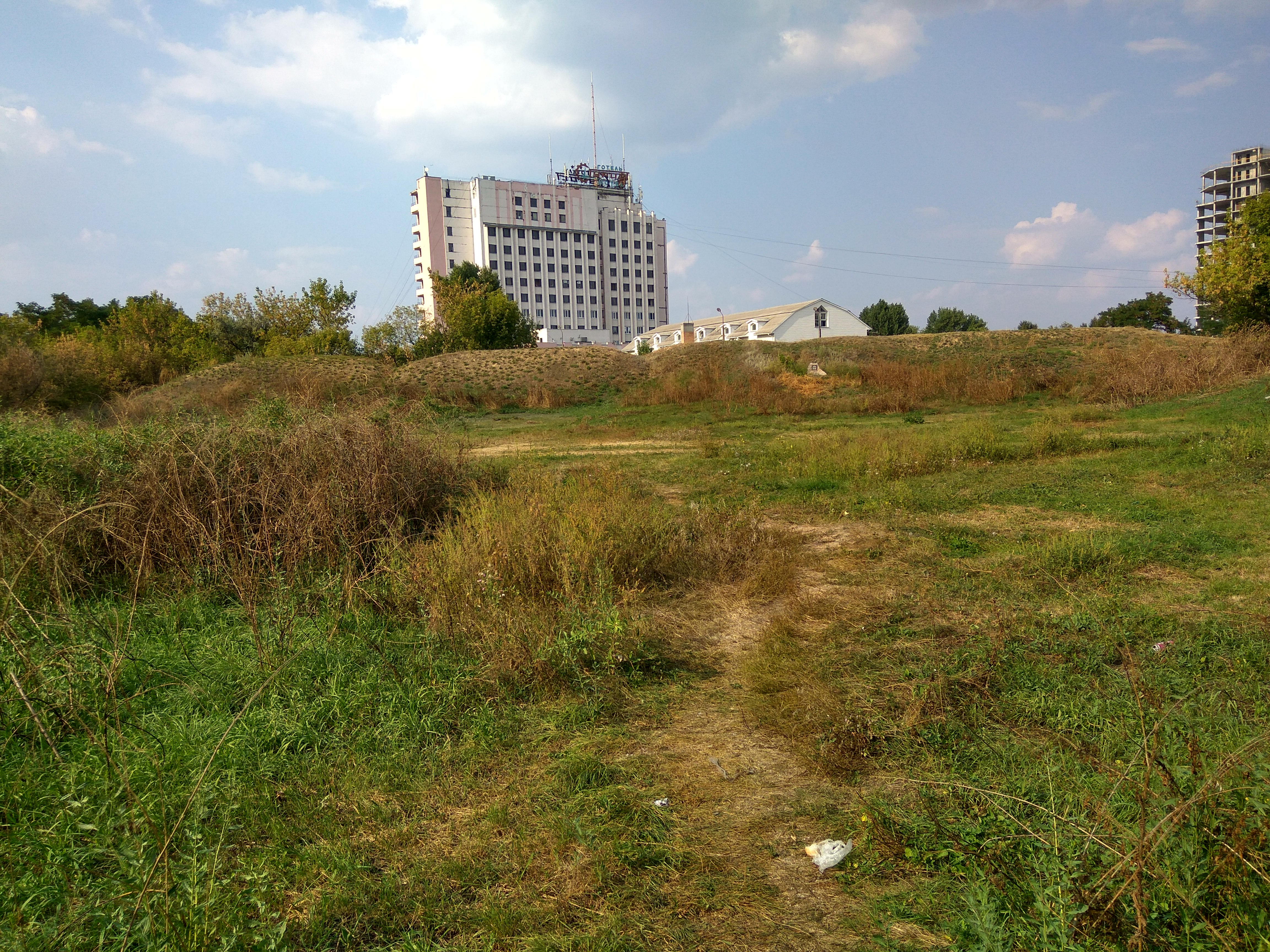
Północna część
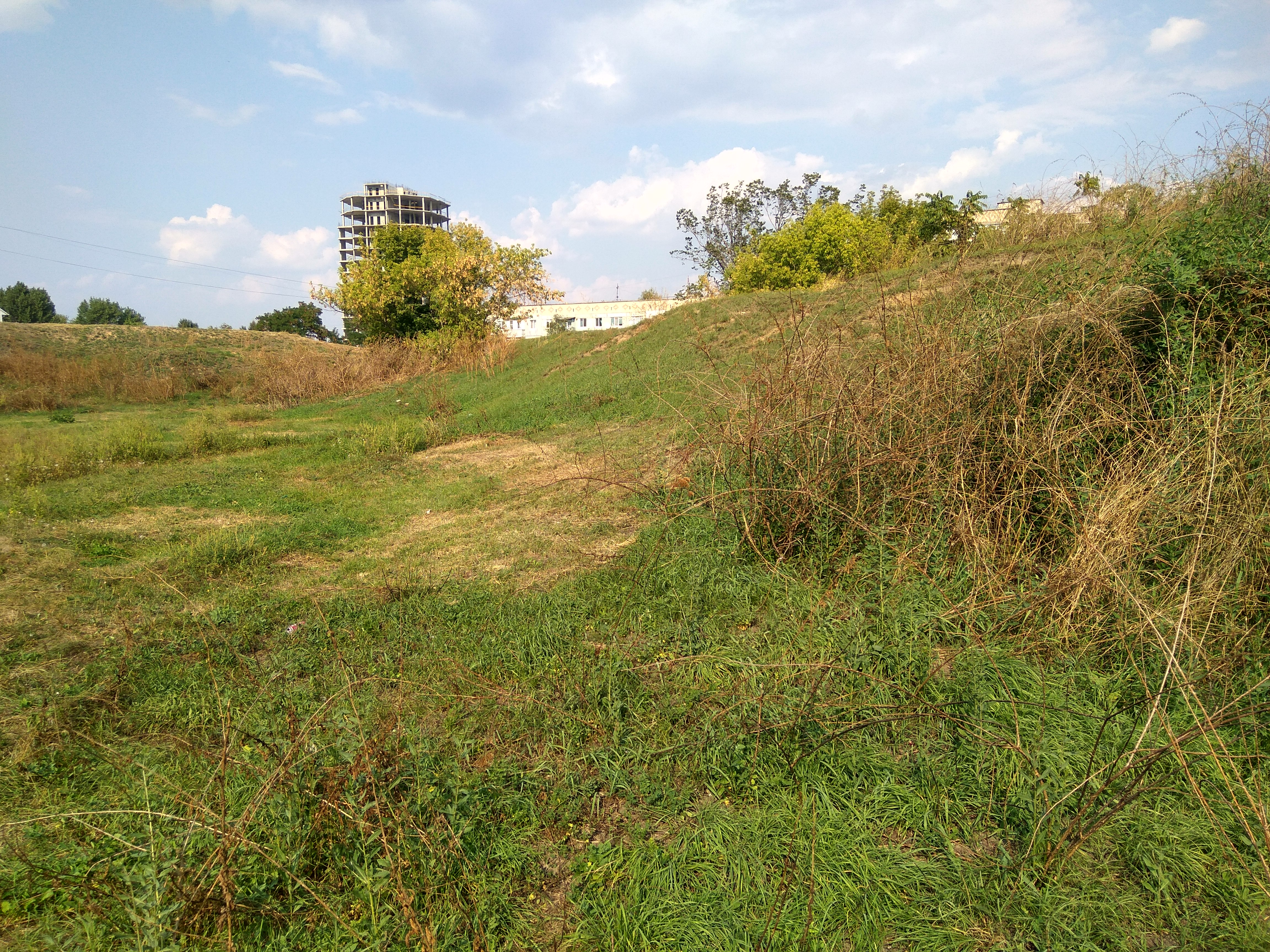
Wschodnia część
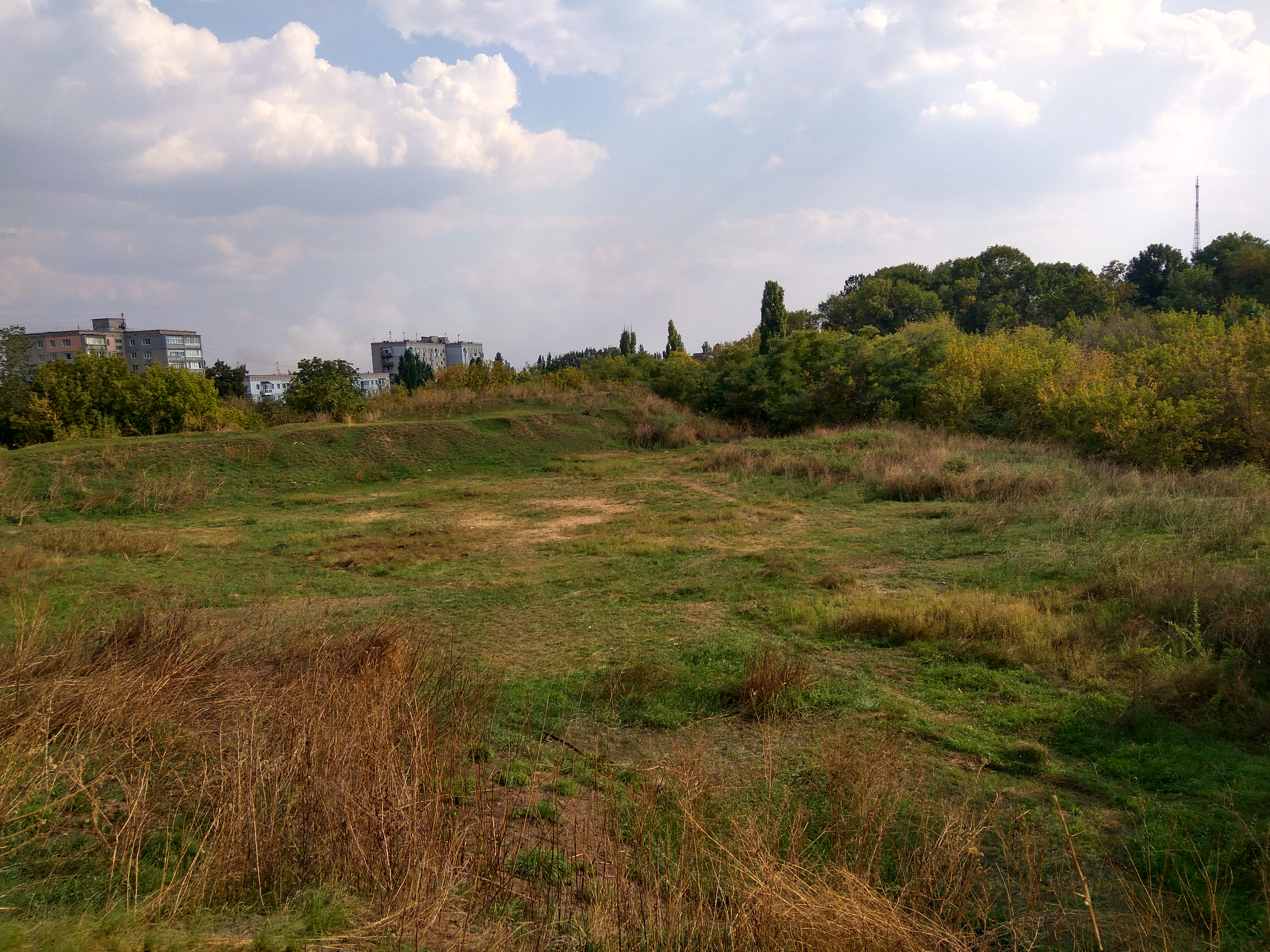
Część zachodnia
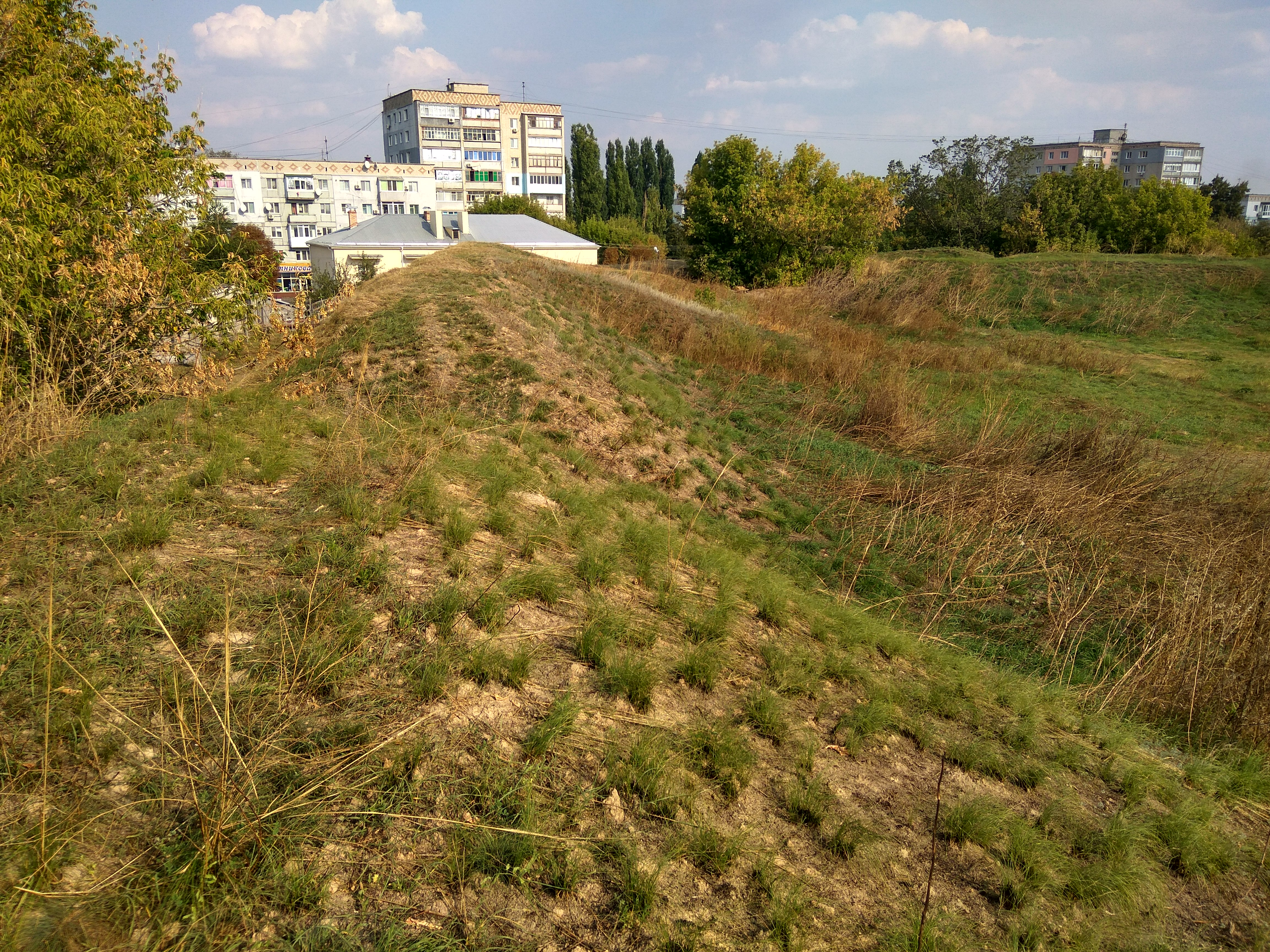
Część południowa